# Ascogaster sylvestris
Ascogaster sylvestris är en stekelart som beskrevs av Charles Thomas Brues 1933. Ascogaster sylvestris ingår i släktet Ascogaster och familjen bracksteklar. Inga underarter finns listade.